# Coupe de France 2015-2016
Cupa Franței 2015-16 este ediția cu numărul 99, și este o competiție de fotbal care se dispută în Franța. Competiția este organizată de cei de la French Football Federation (FFF) !

## Calendarul meciurilor
| Fază                   | Runda                | Dată meci                                  |                                            |
| ---------------------- | -------------------- | ------------------------------------------ | ------------------------------------------ |
| Calificările regionale | Prima rundă          | Data regional                              | Data regional                              |
| Calificările regionale | 2a rundă             | Data regional                              | Data regional                              |
| Preliminarii           | Treia rundă          | 13 septembrie 2015                         | 13 septembrie 2015                         |
| Preliminarii           | Patra rundă          | 27 septembrie 2015                         | 27 septembrie 2015                         |
| Preliminarii           | Cincea rundă         | 11 Septembrie Octombrie Noiembrie 2015     | 11 Septembrie Octombrie Noiembrie 2015     |
| Preliminarii           | 6a rundă             | De 25 Septembrie Octombrie Noiembrie, 2015 | De 25 Septembrie Octombrie Noiembrie, 2015 |
| Preliminarii           | Etapei a 7-          | 14/15 noiembrie 2015                       | 14/15 noiembrie 2015                       |
| Preliminarii           | Runda a 8-a          | 5-6 decembrie 2015                         | 5-6 decembrie 2015                         |
| Final                  | Runda a noua         | 2/3 ianuarie 2016                          | 2/3 ianuarie 2016                          |
| Final                  | Runda a zecea        | 19/20 ianuarie 2016                        | 19/20 ianuarie 2016                        |
| Final                  | Optimi               | 9/10 februarie 2016                        | 9/10 februarie 2016                        |
| Final                  | Sferturile de finală | 1/2 martie 2016                            | 1/2 martie 2016                            |
| Final                  | Semifinale           | 19/20 aprilie 2016                         | 19/20 aprilie 2016                         |
| Final                  | Finala               | May 21 2016                                | May 21 2016                                |

## Echipe

#### Runda de la 1-6!
Primele șase runde, precum și orice preliminarii, sunt organizate de Liga Regională și teritoriile de peste mări, care permite echipelor din cadrul structurii lor liga a intra în orice punct până la a treia rundă. Echipe din CFA 2 intră în a treia rundă, cei de la CFA intră în runda a patra și a celor de la Championnat National intra la runda a cincea.
Echipele care intră în fiecare rundă, pe regiuni:
| Regiune              | Preliminar. | Primul | A doua | Al treilea | Al patrulea | Al cincilea |
| -------------------- | ----------- | ------ | ------ | ---------- | ----------- | ----------- |
| Alsacia              |             | 386    | 11     | 30         | 2           | 2           |
| Aquitaine            |             | 202    | 37     | 15         | 6           | 0           |
| Oceanul Atlantic     |             | 324    | 38     | 14         | 3           | 2           |
| Auvergne             |             | 236    | 4      | 13         | 3           | 0           |
| Normandia de Jos     |             | 178    | 25     | 3          | 0           | 1           |
| Bourgogne            |             | 40     | 76     | 14         | 1           | 0           |
| Brittany             |             | 554    | 125    | 15         | 4           | 0           |
| Centre-Val de Loire  | 44          | 174    | 0      | 5          | 1           | 2           |
| Centre-Vest          |             | 268    | 22     | 18         | 0           | 0           |
| Champagne-Ardenne    |             | 152    | 16     | 14         | 0           | 1           |
| Corsica              |             |        |        | 28         | 0           | 1           |
| Franche-Comté        |             | 150    | 3      | 3          | 1           | 1           |
| Languedoc-Roussillon |             | 204    | 38     | 4          | 1           | 1           |
| Lorraine             |             |        | 14     | 117        | 0           | 1           |
| Maine                |             | 144    | 18     | 3          | 0           | 0           |
| Mediteranean         |             | 178    | 27     | 4          | 5           | 2           |
| Midi-Pyrénées        |             |        |        | 86         | 5           | 0           |
| Nord-Pas de Calais   |             | 544    | 74     | 19         | 4           | 2           |
| Normandie            |             | 128    | 50     | 3          | 2           | 0           |
| Paris Île-de-France  |             |        |        | 144        | 16          | 0           |
| Picardie             |             |        | 168    | 14         | 3           | 2           |
| Rhône-Alpes          |             | 570    | 15     | 66         | 4           | 0           |

#### Începand cu runda 7
În runda a șaptea, cele 156 de echipe calificate din Liga Regionale și teritoriile de peste mări sunt unite de 20 de echipe din Ligue 2. Cele 20 de echipe din Ligue 1 intra în runda 

## Meciuri

###### Faza finală:
| Echipa 1                | Scor | Echipa 2          |
| ----------------------- | ---- | ----------------- |
| 2 IANUARIE 2016         |      |                   |
| GFC Ajaccio             | 2-0  | St. Marienne      |
| Avranches               | 1-2  | St. Malo          |
| Blanc Mesnil            | 0-2  | Nantes            |
| Concarneau              | 3-0  | Rennes TA         |
| Villefranche-Beaujolais | 1-2  | Sarre             |
| Chambly                 | 4-1  | Stade Reims       |
| Sannois                 | 0-5  | Toulouse          |
| Dunkerque               | 3-4  | Troyes            |
| Besançon                | 1-3  | Angers            |
| Pagny Moselle           | 0-2  | Sochaux           |
| Mantes                  | 2-0  | St. Briochin      |
| Granville               | 2-1  | Laval             |
| Moulins                 | 1-2  | Niort             |
| Rodeo FC                | 0-1  | St. Montois       |
| Sedan                   | 0-2  | CA Bastia         |
| 3 IANUARIE 2016         |      |                   |
| Épernay                 | 0-1  | Montpellier       |
| Raon-l'Étape            | 1-2  | Saint-Étienne     |
| Fréjus St-Raphaël       | 2-3  | Bordeaux          |
| Lorient                 | 3-2  | Tours             |
| Limoges                 | 0-7  | O. Lyon           |
| Wasquehal               | 0-1  | PSG               |
| Sarreguemines           | 1-0  | Valenciennes      |
| Muret                   | 0-2  | Trelissac         |
| Annecy                  | 1-4  | Evian TG          |
| Volvic                  | 0-1  | Ajaccio           |
| Mulhouse                | 1-3  | Bourg-Péronnas    |
| Chantilly               | 0-4  | Guingamp          |
| Amiens                  | 0-1  | Lille             |
| St. Omer                | 2-3  | Boulogne          |
| Monaco                  | 10-2 | St. Jean Beaulieu |
| Caen                    | 0-1  | O. Marseille      |
| 4 IANUARIE 2016         |      |                   |
| Nice                    | 2-3  | Rennes            |

## Șaisprezecimi
| Ora              | Echipa 1         | Scor             | Echipa 2         |
| 16 ianuarie 2016 | 16 ianuarie 2016 | 16 ianuarie 2016 | 16 ianuarie 2016 |
| ---------------- | ---------------- | ---------------- | ---------------- |
| 20:00            | St Malo          | 1-0              | St Montois       |
| 19 ianuarie 2016 |                  |                  |                  |
| 19:00            | Ajaccio          | 3-0              | Guingamp         |
| 19:00            | Rennes           | 1-3              | Bourg-Péronnas   |
| 19:30            | Angers           | 1-2              | Bordeaux         |
| 20:00            | Sarre            | 1-0              | Chamois Niortais |
| 20:00            | Bastia           | 1-2              | Sochaux          |
| 22:00            | PSG              | 2-1              | Toulouse         |
| 20 ianuarie 2016 |                  |                  |                  |
| 19:30            | Chambly          | 0-2              | O.Lyon           |
| 19:30            | Concarneau       | 1-3              | Troyes           |
| 19:30            | Evian TG         | 1-3              | Monaco           |
| 19:30            | Mantes           | 0-1              | Nantes           |
| 19:30            | Trelissac        | 2-1              | Lille            |
| 20:30            | Boulogne         | 1-3              | Lorient          |
| 22:00            | Marseille        | 2-0              | Montpellier      |
| 21 ianuarie 2016 |                  |                  |                  |
| 22:00            | Saint -Étienne   | 2-1              | AC Ajaccio       |
| 23 ianuarie 2016 |                  |                  |                  |
| 19:00            | Granville        | 3-1              | Sarreguemines    |

## Optimi
| Ora               | Echipa 1         | Scor             | Echipa 2         |
| 9 februarie 2016  | 9 februarie 2016 | 9 februarie 2016 | 9 februarie 2016 |
| ----------------- | ---------------- | ---------------- | ---------------- |
| 22:00             | Sochaux          | 2-1              | Monaco           |
| 22:00             | Saint-Malo       | 1-2              | Ajaccio          |
| 22:00             | Granville        | 1-0              | Bourg-Péronnas   |
| 10 februarie 2016 |                  |                  |                  |
| 20:00             | Bordeaux         | 3-4(d.p.p)       | Nantes           |
| 20:00             | Sarre-Union      | 0-4              | Lorient          |
| 20:00             | Troyes           | 1-2(d.p.p)       | Saint -Étienne   |
| 22:00             | PSG              | 3-0              | Ol. Lyon         |
| 11 februarie 2016 |                  |                  |                  |
| 22:00             | Trellisac        | 0-2              | Marseille        |

## Sferturi de finala
| Ora           | Echipa 1      | Scor          | Echipa 2      |
| 2 martie 2016 | 2 martie 2016 | 2 martie 2016 | 2 martie 2016 |
| ------------- | ------------- | ------------- | ------------- |
| 20:00         | Lorient       | 3-0           | GFC Ajaccio   |
| 20:00         | Sochaux       | 3-2           | Nantes        |
| 22:05         | St.Etienne    | 1-3           | PSG           |
| 3 martie 2016 |               |               |               |
| 22:00         | Granville     | 0-1           | Marseille     |

## Semifinale
| Ora             | Echipa 1        | Scor            | Echipa 2        | Televizari      |
| 19 aprilie 2016 | 19 aprilie 2016 | 19 aprilie 2016 | 19 aprilie 2016 | 19 aprilie 2016 |
| --------------- | --------------- | --------------- | --------------- | --------------- |
| 22:00           | Lorient         | 0-1             | PSG             | Dolce Sport 1   |
| 20 aprilie 2016 |                 |                 |                 |                 |
| 20:00           | Sochaux         | 0-1             | Marseille       | Dolce Sport 4   |

## Finala
| Ora         | Echipa 1    | Scor        | Echipa 2    | Televizari    | Stadion         |
| 21 mai 2016 | 21 mai 2016 | 21 mai 2016 | 21 mai 2016 | 21 mai 2016   | 21 mai 2016     |
| ----------- | ----------- | ----------- | ----------- | ------------- | --------------- |
| 22:00       | Marseille   | 2-4         | PSG         | Dolce Sport 2 | Stade de France |